# Mimostrangalia
Mimostrangalia is een kevergeslacht uit de familie van de boktorren (Cerambycidae). De wetenschappelijke naam van het geslacht werd voor het eerst geldig gepubliceerd in 1957 door Nakane & Ohbayashi.

## Soorten
Mimostrangalia omvat de volgende soorten:
- Mimostrangalia breviceps Holzschuh, 1998
- Mimostrangalia brevitarsis Holzschuh, 1993
- Mimostrangalia cornix Holzschuh, 2007
- Mimostrangalia dulcis (Bates, 1884)
- Mimostrangalia fluvialis (Gressitt & Rondon, 1970)
- Mimostrangalia gressitti Hayashi & Villiers, 1985
- Mimostrangalia indiferens (Pic, 1955)
- Mimostrangalia inlateralis (Pic, 1955)
- Mimostrangalia kappanzanensis (Kano, 1933)
- Mimostrangalia kiangsiensis Hayashi & Villiers, 1985
- Mimostrangalia kurosawai (Hayashi, 1966)
- Mimostrangalia kurosonensis (Ohbayashi, 1936)
- Mimostrangalia lateripicta (Fairmaire, 1895)
- Mimostrangalia loimailia (Gressitt, 1940)
- Mimostrangalia longicornis (Gressitt, 1935)